# Życzyn
Życzyn es un pueblo de Polonia situado en Mazovia. Según el censo de 2011, tiene una población de 402 habitantes.
Está ubicado en el municipio (gmina) de Trojanów, perteneciente al distrito (powiat) de Garwolin. 
Se encuentra aproximadamente a 26 km al sur de Garwolin y a 78 km al sureste de Varsovia. 
Entre 1975 y 1998 perteneció al voivodato de Siedlce.